# Guidelines International Network
Das internationale Leitlinien-Netzwerk Guidelines International Network (GIN) ist eine weltweit aktive wissenschaftliche Vereinigung von Organisationen und Einzelpersonen, die auf dem Feld der Entwicklung und Anwendung medizinischer Leitlinien tätig sind. Das Netzwerk fördert die Anwendung der Konzepte der Evidenzbasierten Medizin durch die Nutzung von Leitlinien.

## Mitglieder und Organisation
Anfang September 2024 waren 116 Institutionen und 105 Personen aus 47 Ländern Mitglied des Netzwerks.
GIN wurde 2003 als gemeinnütziger Verein (Charity) nach schottischem Recht (Scottish Charity Number SC243691) anerkannt.

## Ziele und Aufgaben
Die Organisation hat sich zum Ziel gesetzt, Aktivitäten, Zusammenarbeit und Informationsaustausch auf dem Gebiet der Leitlinien-Arbeit zu koordinieren, zu stärken und uns unterstützen. Zu diesem Zweck widmet sich GIN folgenden Aufgaben:
- Förderung der bestmöglichen Gesundheitsversorgung[3] durch Nutzung evidenzbasierter Leitlinien
- Verbesserung der Effizienz und Effektivität evidenzbasierter Leitlinien-Entwicklung, -Adaption, -Disseminierung und -Implementierung
- Förderung von Netzwerken und Partnerschaften zwischen leitlinien-entwickelnden Organisationen, Endverbrauchern (wie Dienstleistern im Gesundheitswesen, Entscheidungsträgern und Patienten) und Interessenvertretern

## Aktivitäten
Das Netzwerk unterhält mit der International Guideline Library, eine Datenbank von regelmäßig aktualisierten Leitlinien und Leitlinien-Dokumenten. Im Juni 2021 sind mehr als 3000 Dokumente zugänglich.
Die Organisation organisiert weltweit jedes Jahr eine Konferenz. Projekte werden in verschiedenen Arbeitsgruppen entwickelt.

## Geschichte
Vor dem Hintergrund der Aktivitäten einer internationalen Wissenschaftlergruppe, die sich die Qualitätsverbesserung von Leitlinien zum Ziel gesetzt hatte (AGREE Collaboration), wurde 2002 in Berlin auf der Internat. Leitlinienkonferenz des Ärztlichen Zentrums für Qualität in der Medizin ÄZQ die Gründung einer internationalen Leitlinien-Organisation vorgeschlagen. Dieser Vorschlag wurde dann im November 2002 in Paris durch die Gründung des Guidelines International Network realisiert.  Zu geschäftsführenden Mitgliedern des Gründungsvorstands wurden Günter Ollenschläger (Chair), Catherine Marshall aus Neuseeland (Vice-Chair) und Teus van Barneveld (Treasurer) aus den Niederlanden gewählt. 37 Institutionen wurden Gründungsmitglieder, aus Deutschland waren das ÄZQ, die AWMF und die Ärztekammer Berlin, aus der Schweiz die Verbindung der  Schweizer Ärzte FMH und die Abteilung für Epidemiologie der Universität Lausanne.
Vorsitzende von G-I-N
- Günter Ollenschläger DE (2002–2005)[9]
- Marjukka Mäkelä FI (2005–2006)[10]
- Dave Davis CA (2006–2007)[11]
- Jako Burgers NL (2007–2008)[12]
- Sara Twaddle UK (2008–2009)[13]
- Philip van der Wees NL (2009–2012)[14]
- Amir Qaseem US (2012–2014)[15]
- Ina Kopp DE (2014–2016)[16]
- Duncan Service UK (2016–2018)[17]
- Gillian Leng UK (2018–2021) [18]
- Zachary Munn AU (2021–2023)[19]
- Holger Schünemann CA (2023–2025)